# Pete Wentz

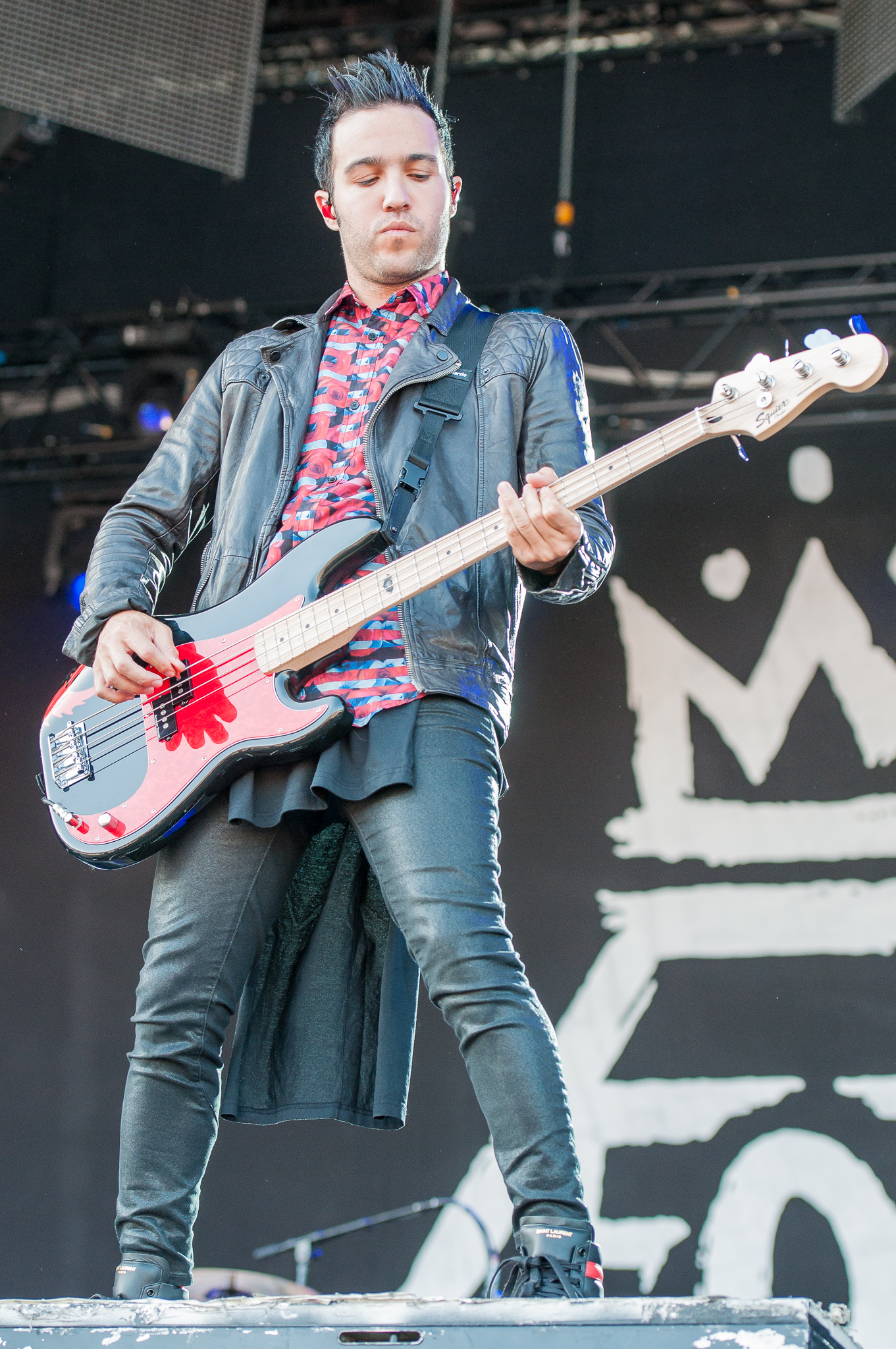
Pete Wentz, 2014

Peter Lewis Kingston Wentz III (* 5. Juni 1979 in Wilmette, Cook County, Illinois) ist ein US-amerikanischer Musiker. Er ist der Bassist und Songwriter der Alternative-Rock-Band Fall Out Boy.

## Frühes Leben
Wentz wurde 1979 in Wilmette, Illinois, einer Vorstadt von Chicago, Illinois geboren. Er ist der Sohn von Dale, einer High-School-Beraterin und Pete Wentz II., einem Rechtsanwalt. Er besuchte die New Trier High School und die North Shore Country Day School, an denen er Fußballspieler einer Auswahlmannschaft seines Staates war. Er hatte zugestimmt, einer professionellen Sportkarriere nachzugehen, entschied jedoch, dass die Musik eine erfüllendere Entscheidung sei. Er sagte, dass er „immer eine magische Beziehung zum Ball hatte. Es fühlte sich allerdings nicht nach einem Abenteuer an. Musik war die bessere Herausforderung, und letzten Endes, auch interessanter.“ Während seines Erstsemesters an der High School begann er regelmäßig die Schule zu schwänzen. Ein Schulberater überzeugte Petes Eltern, ihn in ein Erziehungslager zu schicken, um ihn so wieder in die richtige Bahn zu bringen. Während dieser Zeit begann Wentz Lieder zu schreiben, um seine Frustration auszulassen. Nachdem er die High School 1997 abgeschlossen hatte, besuchte er die DePaul University, an der er Politikwissenschaften studierte. Jedoch brach er das Studium kurze Zeit später ab, um sich auf seine Musikkarriere zu konzentrieren.

## Karriere
Wentz war vor Fall Out Boy in mehreren Bands wie Arma Angelus, Extinction und Yellow Road Priest. Er war in der Hardcore-Punk-Szene in Chicago aktiv. Zusammen mit Joe Trohman beschloss er, eine neue Band zu gründen. Joe Trohman stellte ihm daraufhin Patrick Stump vor, der ursprünglich als Schlagzeuger in die Band einsteigen wollte. Diesen Part übernahm allerdings Andy Hurley und Stump wurde der Sänger der Band.
2002 veröffentlichten Fall Out Boy ihre erste EP namens Fall Out Boy/Project Rocket Split EP. 2003 veröffentlichte die Band ihre Mini-LP Fall Out Boy's Evening Out with Your Girlfriend unter dem Label Uprising Records. Nach dem Erfolg des dritten Albums From Under the Cork Tree wurde das erste Album neu aufgelegt und digitalisiert. 2003 veröffentlichte die Band ihr erstes Album in voller Länge namens Take This to Your Grave unter dem Label Fueled by Ramen. Später wechselte die Band zu Island Records. Dort wurde im Jahr 2004 eine Akustik EP und DVD mit dem Titel My Heart Will Always Be the B-Side to My Tongue veröffentlicht.
Nach der Veröffentlichung dieser EP im Jahre 2005 kam Fall Out Boys drittes Album From Under the Cork Tree in die Läden. Die Hitsingle Sugar We're Going Down schrieb Pete Wentz zusammen mit seinem Vater in Chicago. Der Song schaffte es auf Platz 8 der Billboard Top 100 und wurde zwei Mal mit Platin ausgezeichnet.
Am 6. Februar 2007 wurde das vierte Album Infinity on High veröffentlicht und war ein voller Erfolg: Platz 1 der Billboard Charts mit einer Verkaufszahl von 260.000, gefolgt von der zweiten Single This Ain't a Scene, It's an Arms Race, die ebenso erfolgreich war.
Das fünfte und vorerst letzte Fall Out Boy-Album Folie à deux wurde am 13. Dezember 2008 veröffentlicht und schaffte es auf Platz 8 der Billboard Charts.
Am 20. November 2009 gab die Band bekannt, dass sie auf unbestimmte Zeit pausiert. Die Gründe dafür waren die sieben Jahre auf Tour und vor allem Pete Wentz' Verlangen nach mehr Zeit für seine Familie. Allerdings wurde immer wieder betont, dass es keine Trennung geben würde. Patrick Stump äußerte sich in mehreren Interviews dazu, dass die Band in ferner Zukunft bestimmt noch einmal zusammenarbeiten würde.
Kurz danach und nach einiger Bedenkzeit gründete Wentz eine neue Band namens Black Cards. Im Juli 2010 wurden erstmals Ausschnitte aus den Lieder Club Called Heaven und Beating in My Chest auf deren Internetpräsenz veröffentlicht. Produzent des Projekts war Sam Hollander.
Wentz sagte, dass er während eines Jamaika-Urlaubs nach der Pause seiner Band von jamaikanischen Reggae Liedern wie Two Seven Clash von Culture und Warriors von The Gladiators inspiriert wurde. Darauf kontaktierte Pete Sam Hollander und sprach mit ihm über seine Idee, einen neuen experimentellen Sound zu produzieren, der aus einer Mischung von Ska, Dance, Reggae und britischem Rock und Pop aus den achtziger Jahren besteht. Wentz suchte für seine Band eine weibliche Sängerin, um Vergleiche mit Fall Out Boy zu vermeiden. Durch Zufall lernte er Bebe Rexha kennen, die bis dahin niemals Mitglied einer bekannten Band war. Außerdem gehören Nate Patterson und Spencer Peterson zu Black Cards.

## Nicht-musikalische Projekte

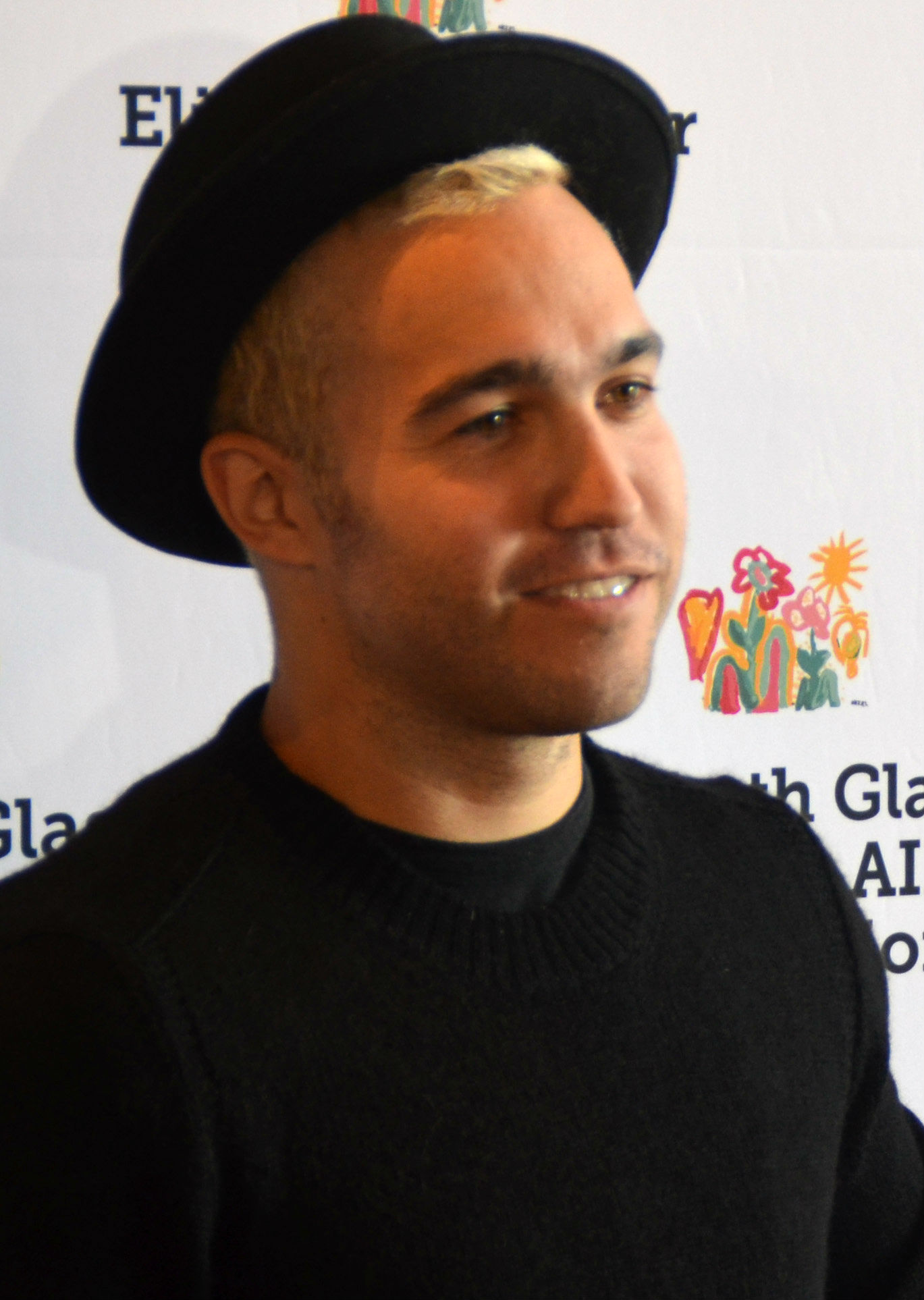
Pete Wentz, 2014

Neben seiner Musikkarriere ist Pete Wentz in zahlreiche Projekte involviert. Wentz' Unternehmen Clandestine Industries vertreibt Bücher, Kleidung und andere Waren. Am 2. August 2007 ging die Modefabrik DKNY eine Partnerschaft mit Clandestine Industries ein. Wentz selbst diente als Model auf der DKNY/Clandestine Promotion-Website.
Im Jahre 2007 bekam Pete das Angebot von Fender, einen eigenen Bass zu kreieren. Sein Squier Precision Bass kam einige Monate später auf den Markt. Er hat einen schwarzen Korpus mit einem roten Gehäuse und ein spezielles Emblem namens „bat/heart“, das ebenfalls von Pete Wentz stammt. Außerdem befindet sich Wentz' Signatur auf der Rückseite des Basses. Wentz besitzt ebenfalls einen sehr ähnlichen Fender Bass mit einer violetten Außenschale und dem „bat/heart“-Emblem. 2008 schenkte ihm Fender zur Geburt seines Sohnes einen Kinder-Bass. Bei diesem war das Gehäuse hellblau und als Emblem war darauf ein Schnuller abgebildet.
Wentz eröffnete außerdem einen Nachtclub in New York namens Angels & Kings. Die Bar liegt an der 11th Street nah an der Avenue A in Manhattan. Viele bekannte Gäste, unter anderem Tommy Hilfiger, reisten für die Eröffnung des Clubs an, die am 20. April 2007 stattfand. Im Juni 2007 feierte Wentz die Eröffnung von Angels & Kings zweitem Standort in Chicago.
Am 13. Dezember 2008 entwarf Wentz, zusammen mit seinem Freund Travis McCoy, verschiedene Stücke für eine Kunstausstellung für die Gallery 1988 in Los Angeles mit dem Namen Without You, I'm Just Me. Die Ausstellung schloss am 24. Dezember 2008.
Wentz wirkte zusammen mit Mark Hoppus an dem Lied In Transit für einen Soundtrack des im Jahre 2010 erschienenen Films Alice in Wonderland mit.
Er moderierte zudem eine Show namens F'N MTV auf MTV.

## Schreiben
Er hat das Buch The Boy with the Thorn in His Side geschrieben, das auf seinen Albträumen als Kind basiert. Sein nächstes Buch, das eigentlich 2006 erscheinen sollte und mit Rainy Day Kids betitelt war, zog er jedoch selbst wieder zurück, da er selbst damit nicht zufrieden war.
Am 19. Februar 2013 veröffentlichte er eine Novelle namens "Gray". In seinem Buch geht es um einen fiktiven Rockstar der versucht herauszufinden wer er ist, war und vielleicht mal sein wird.

## Plattenlabel
Pete Wentz hat ein eigenes Plattenlabel mit dem Namen Decaydance Records. Dort sind Bands wie Panic! at the Disco, Paramore, October Fall, Cobra Starship und The Hush Sound unter Vertrag. Er leitet außerdem noch eine Filmproduktionsfirma namens Bartskull Films, welche die DVD Release the Bats veröffentlicht hat.

## Privatleben
Im Februar 2005 versuchte Wentz, sich das Leben zu nehmen. Er schluckte eine Überdosis des Beruhigungsmittels Ativan. Daraufhin verbrachte er eine Woche im Krankenhaus. Dem Rolling Stone sagte er: „Ich isolierte mich mehr und mehr, je mehr ich das tat, desto isolierter fühlte ich mich. Ich schlief nicht. Ich wollte meinen Kopf nur zum Schweigen bringen, eigentlich wollte ich einfach aufhören, überhaupt über irgendwas nachzudenken.“ Danach zog er wieder bei seinen Eltern in Wilmette ein. Obwohl er seinen Suizidversuch zunächst nicht offen thematisierte, hat Wentz später offen über ihn gesprochen, um die Half of us Kampagne zu unterstützen.
Im März 2006 tauchten Nacktfotos von ihm im Internet auf und verbreiteten sich rasch. Er selbst äußerte sich auf der Website der Band, dass die Bilder von seinem T-Mobile-Sidekick gestohlen worden seien und er, nachdem er sich „24 Stunden deswegen schlecht gefühlt“ habe, schon längst wieder darüber lachen könne. Das Video zu This Ain't a Scene, It's an Arms Race behandelt dieses Thema.
Er hatte Gastrollen in den Fernsehserien One Tree Hill, Californication und CSI: NY.
Zwischen den Jahren 2006 und 2011 war er mit Ashlee Simpson liiert. Am 17. Mai 2008 heiratete das Paar im Haus von Ashlee Simpsons Eltern in Encino. Am 20. November 2008 kam ihr gemeinsamer Sohn zur Welt. Im Februar 2011 reichte Simpson die Scheidung ein; seit 22. November 2011 gelten Wentz und Simpson als geschieden. Als Scheidungsgrund wurden „unüberbrückbare Differenzen“ angegeben. Im Mai 2013 sagte Wentz in einem Interview mit dem Rolling Stone, dass seine Medikamentensucht schuld an der Trennung gewesen sei. Er sei in ein tiefes Loch gefallen, nachdem sich seine Band Fall Out Boy vorübergehend getrennt hatte. Erst nach einer Therapie ging es ihm wieder besser.
Im August 2014 kam Wentz zweiter Sohn und im Mai 2018 seine Tochter zur Welt. Die Mutter ist seine Freundin Meagan Camper.

## Filmografie
- 2006: One Tree Hill
- 2008: Californication
- 2008: Goodnight Moon
- 2009: CSI: NY
- 2011: Friends with Benefits
- 2018: Escape Plan 2: Hades

## Gastauftritte in Musikvideos
- Paramore – The Only Exception
- A Day to Remember – All I Want
- Travie McCoy (Feat. Bruno Mars) – Billionaire
- All Time Low – Weightless
- Tyga (Feat. Travis McCoy) – Coconut Juice
- The Ready Set – Love Like Woe
- Cobra Starship – The City Is At War
- Gym Class Heroes (Feat. Patrick Stump) – Clothes Off
- The Academy Is... – We've Got A Big Mess On Our Hands
- Cobra Starship – Bring It